# El profeta Balaam y su burra
El profeta Balaam y su burra es una obra de Rembrandt que data de su época de Leiden. Fue en 1625 cuando Rembrandt abrió un estudio allí y comenzó a pintar. La tabla está todavía bajo la influencia de la pintura de historia de su maestro Pieter Lastman, formado en Roma con los trabajos de Elsheimer y Caravaggio.

## Precedentes iconográficos
El tema de Balaam y su burra fue más frecuente en las representaciones del inicio del cristianismo, en murales de las catacumbas, sarcófagos o, posteriormente, esculpido en los capiteles durante el románico, siendo menos habitual en la iconografía posterior al medievo.

## Descripción
Rembrandt representa el momento en el que Balaam, un profeta o adivino de Mesopotamia alquilado por los moabitas para maldecir al pueblo judío, es detenido por su burra ante la presencia invisible para el profeta, de un ángel, tal como se describe en la Biblia.